# Konrad Podgórski
Konrad Podgórski (ur. 1 czerwca 1989 w Raciążu) – polski lekkoatleta specjalizujący się w skoku w dal. 
Reprezentant kraju w drużynowych mistrzostwach Europy.
Medalista halowych mistrzostw Polski seniorów ma w dorobku jeden złoty medal (Spała 2011). Na stadionie zdobył dwa medale w gronie seniorów – srebro (Bielsko-Biała 2012) i brąz (Bydgoszcz 2011). Zdobywca medali młodzieżowych mistrzostw kraju. 
Rekordy życiowe: stadion – 7,92 (9 czerwca 2012, Łódź); hala – 7,82 (16 stycznia 2010, Biała Podlaska). 

## Osiągnięcia
| Rok  | Impreza                                 | Miejsce   | Lokata            | Wynik |
| ---- | --------------------------------------- | --------- | ----------------- | ----- |
| 2011 | Superliga drużynowych mistrzostw Europy | Sztokholm | 11. miejsce       | 7,42  |
| 2011 | Młodzieżowe mistrzostwa Europy          | Ostrawa   | 11. miejsce       | 7,47  |
| 2011 | Uniwersjada                             | Shenzhen  | el. – 30. miejsce | 7,22  |